# Нагороди та номінації Тейлор Свіфт
Список нагород та номінацій американської поп- та кантрі-співачки Тейлор Свіфт. Станом на 2021 рік випустила 9 студійних альбомів та отримала 324 нагород і 605 номінацій.

## Academy of Country Music Awards
Нагороди Академії кантрі музики (англ. Academy of Country Music Awards (ACM)) були створені Академією кантрі музики в 1966 задля вшанування досягнень індустрії протягом попереднього року. Тейлор Свіфт отримала 8 нагород і 29 номінацій.
| Рік  | Номіновано                                              | Нагорода                         | Результат | Виноски |
| ---- | ------------------------------------------------------- | -------------------------------- | --------- | ------- |
| 2007 | Тейлор Свіфт                                            | New Female Vocalist of the Year  | Номінація | [ 2 ]   |
| 2008 | Тейлор Свіфт                                            | New Female Vocalist of the Year  | Перемога  | [ 3 ]   |
| 2008 | Тейлор Свіфт                                            | Female Vocalist of the Year      | Номінація | [ 3 ]   |
| 2008 | Taylor Swift                                            | Album of the Year                | Номінація | [ 3 ]   |
| 2009 | Тейлор Свіфт                                            | Female Vocalist of the Year      | Номінація | [ 4 ]   |
| 2009 | «Love Story»                                            | Video of the Year                | Номінація | [ 4 ]   |
| 2009 | Fearless                                                | Album of the Year                | Перемога  | [ 4 ]   |
| 2009 | Тейлор Свіфт                                            | Crystal Milestone Award          | Перемога  | [ 4 ]   |
| 2010 | Тейлор Свіфт                                            | Entertainer of the Year          | Номінація | [ 5 ]   |
| 2010 | Тейлор Свіфт                                            | Female Vocalist of the Year      | Номінація | [ 5 ]   |
| 2010 | «You Belong with Me»                                    | Video of the Year                | Номінація | [ 5 ]   |
| 2010 | «You Belong with Me»                                    | Song of the Year                 | Номінація | [ 5 ]   |
| 2011 | Тейлор Свіфт                                            | Jim Reeves International Award   | Перемога  | [ 6 ]   |
| 2011 | Тейлор Свіфт                                            | Entertainer of the Year          | Перемога  | [ 6 ]   |
| 2011 | Тейлор Свіфт                                            | Female Vocalist of the Year      | Номінація | [ 6 ]   |
| 2011 | Speak Now                                               | Album of the Year                | Номінація | [ 6 ]   |
| 2012 | Тейлор Свіфт                                            | Entertainer of the Year          | Перемога  | [ 7 ]   |
| 2012 | Тейлор Свіфт                                            | Female Vocalist of the Year      | Номінація | [ 7 ]   |
| 2012 | «Mean»                                                  | Video of the Year                | Номінація | [ 7 ]   |
| 2013 | Тейлор Свіфт                                            | Entertainer of the Year          | Номінація | [ 8 ]   |
| 2013 | Тейлор Свіфт                                            | Female Vocalist of the Year      | Номінація | [ 8 ]   |
| 2013 | «We Are Never Ever Getting Back Together»               | Video of the Year                | Номінація | [ 8 ]   |
| 2013 | Red                                                     | Album of the Year                | Номінація | [ 8 ]   |
| 2014 | Тейлор Свіфт                                            | Entertainer of the Year          | Номінація | [ 9 ]   |
| 2014 | Тейлор Свіфт                                            | Female Vocalist of the Year      | Номінація | [ 9 ]   |
| 2014 | «Highway Don't Care» (із Тімом Макгро та Кітом Урбаном) | Video of the Year                | Перемога  | [ 9 ]   |
| 2014 | «Highway Don't Care» (із Тімом Макгро та Кітом Урбаном) | Single Record of the Year        | Номінація | [ 9 ]   |
| 2014 | «Highway Don't Care» (із Тімом Макгро та Кітом Урбаном) | Vocal Event of the Year          | Номінація | [ 9 ]   |
| 2015 | Тейлор Свіфт                                            | 50th Anniversary Milestone Award | Перемога  | [ 10 ]  |

## American Country Awards
American Country Awards була створена Fox Network в 2010, аби визнавати таланти кантрі музики. Тейлор Свіфт отримала 4 нагороди і 24 номінації.
| Рік  | Номіновано                                                   | Нагорода                             | Результат | Виноски |
| ---- | ------------------------------------------------------------ | ------------------------------------ | --------- | ------- |
| 2010 | Тейлор Свіфт                                                 | Artist of the Year                   | Номінація | [ 12 ]  |
| 2010 | Тейлор Свіфт                                                 | Female Artist of the Year            | Номінація | [ 12 ]  |
| 2010 | Fearless Tour                                                | Touring Headline Package of the Year | Номінація | [ 12 ]  |
| 2011 | Тейлор Свіфт                                                 | Artist of the Year                   | Номінація | [ 13 ]  |
| 2011 | Тейлор Свіфт                                                 | Female Artist of the Year            | Номінація | [ 13 ]  |
| 2011 | Speak Now World Tour                                         | Touring Headline Package of the Year | Номінація | [ 13 ]  |
| 2011 | Speak Now                                                    | Album of the Year                    | Номінація | [ 13 ]  |
| 2011 | «Mean»                                                       | Female Single of the Year            | Номінація | [ 13 ]  |
| 2011 | «Back to December»                                           | Female Video of the Year             | Номінація | [ 13 ]  |
| 2012 | Тейлор Свіфт                                                 | Artist of the Year                   | Номінація | [ 14 ]  |
| 2012 | Тейлор Свіфт                                                 | Female Artist of the Year            | Номінація | [ 14 ]  |
| 2012 | Тейлор Свіфт                                                 | Touring Artist of the Year           | Номінація | [ 14 ]  |
| 2012 | «Ours»                                                       | Female Single of the Year            | Номінація | [ 14 ]  |
| 2012 | «Ours»                                                       | Female Video of the Year             | Номінація | [ 14 ]  |
| 2013 | Тейлор Свіфт                                                 | Artist of the Year                   | Номінація | [ 15 ]  |
| 2013 | Тейлор Свіфт                                                 | Female Artist of the Year            | Номінація | [ 15 ]  |
| 2013 | Тейлор Свіфт                                                 | Touring Artist of the Year           | Номінація | [ 15 ]  |
| 2013 | Тейлор Свіфт                                                 | Worldwide Artist                     | Перемога  | [ 15 ]  |
| 2013 | «Begin Again»                                                | Female Single of the Year            | Номінація | [ 15 ]  |
| 2013 | «Begin Again»                                                | Video of the Year                    | Номінація | [ 15 ]  |
| 2013 | «Begin Again»                                                | Female Video of the Year             | Номінація | [ 15 ]  |
| 2013 | «Highway Don't Care» (разом з Тімом Макгро та Кітом Урбаном) | Collaborative Single of the Year     | Перемога  | [ 15 ]  |
| 2013 | «Highway Don't Care» (разом з Тімом Макгро та Кітом Урбаном) | Collaborative Video of the Year      | Перемога  | [ 15 ]  |
| 2013 | «Highway Don't Care» (разом з Тімом Макгро та Кітом Урбаном) | Song of the Year (Songwriters Award) | Перемога  | [ 15 ]  |

## American Country Countdown Awards
American Country Countdown Awards влаштована на базі підрахунків продажу альбомів виконавців та прослухувань на радіо. Тейлор Свіфт отримала одну номінацію.
| Рік  | Номіновано   | Нагорода                    | Результат | Виноски |
| ---- | ------------ | --------------------------- | --------- | ------- |
| 2014 | Тейлор Свіфт | Female Vocalist of the Year | Номінація | [ 17 ]  |

## American Music Awards
American Music Awards (AMAs) є щорічною церемонією нагороджень в індустрії музики, яка була створена Діком Кларком в 1973. Тейлор Свіфт отримала 19 нагород і 25 номінацій.
| Рік  | Номіновано                         | Нагорода                                         | Результат | Виноски       |
| ---- | ---------------------------------- | ------------------------------------------------ | --------- | ------------- |
| 2007 | Тейлор Свіфт                       | Favorite Country Female Artist                   | Номінація | [ 19 ]        |
| 2008 | Тейлор Свіфт                       | Favorite Country Female Artist                   | Перемога  | [ 20 ]        |
| 2009 | Тейлор Свіфт                       | Artist of the Year                               | Перемога  | [ 21 ] [ 22 ] |
| 2009 | Тейлор Свіфт                       | Favorite Pop/Rock Female Artist                  | Перемога  | [ 21 ] [ 22 ] |
| 2009 | Тейлор Свіфт                       | Favorite Country Female Artist                   | Перемога  | [ 21 ] [ 22 ] |
| 2009 | Тейлор Свіфт                       | Favorite Adult Contemporary Artist               | Перемога  | [ 21 ] [ 22 ] |
| 2009 | Fearless                           | Favorite Country Album                           | Перемога  | [ 21 ] [ 22 ] |
| 2009 | Fearless                           | Favorite Pop/Rock Album                          | Номінація | [ 21 ] [ 22 ] |
| 2010 | Тейлор Свіфт                       | Favorite Country Female Artist                   | Перемога  | [ 23 ]        |
| 2011 | Тейлор Свіфт                       | Artist of the Year                               | Перемога  | [ 24 ]        |
| 2011 | Тейлор Свіфт                       | Favorite Country Female Artist                   | Перемога  | [ 24 ]        |
| 2011 | Speak Now                          | Favorite Country Album                           | Перемога  | [ 24 ]        |
| 2012 | Тейлор Свіфт                       | Favorite Country Female Artist                   | Перемога  | [ 25 ]        |
| 2013 | Тейлор Свіфт                       | Artist of the Year                               | Перемога  | [ 26 ]        |
| 2013 | Тейлор Свіфт                       | Favorite Pop/Rock Female Artist                  | Перемога  | [ 26 ]        |
| 2013 | Тейлор Свіфт                       | Favorite Country Female Artist                   | Перемога  | [ 26 ]        |
| 2013 | Red                                | Favorite Country Album                           | Перемога  | [ 26 ]        |
| 2013 | Red                                | Favorite Pop/Rock Album                          | Номінація | [ 26 ]        |
| 2014 | Тейлор Свіфт                       | Dick Clark Award for Excellence                  | Перемога  | [ 27 ]        |
| 2015 | Тейлор Свіфт                       | Artist of the Year                               | Номінація | [ 28 ]        |
| 2015 | Тейлор Свіфт                       | Favorite Pop/Rock Female Artist                  | Номінація | [ 28 ]        |
| 2015 | Тейлор Свіфт                       | Favorite Adult Contemporary Artist               | Перемога  | [ 28 ]        |
| 2015 | 1989                               | Favorite Pop/Rock Album                          | Перемога  | [ 28 ]        |
| 2015 | «Blank Space»                      | Song of the Year                                 | Перемога  | [ 28 ]        |
| 2015 | «Bad Blood» (із Кендріком Ламаром) | Collaboration of the Year Un-leashed by T-MOBILE | Номінація | [ 28 ]        |

## Antville Music Video Awards
Antville Music Video Awards — онлайнова нагорода для найкращих музичні відео та режисері відеокліпів року. Вперше провелася у 2005 році.
| Рік  | Номіновано                         | Нагорода            | Результат |
| ---- | ---------------------------------- | ------------------- | --------- |
| 2015 | «Bad Blood» (із Кендріком Ламаром) | Best Visual Effects | Перемога  |
| 2016 | «Out of the Woods»                 | Best Visual Effects | Перемога  |

## APRA Awards (Австралія)
APRA Awards (Австралія) є щорічною церемонією нагороджень, яку проводить Австралійська правова асоціація (англ. Australasian Performing Right Association), аби вшановувати визначних музичних виконавців та авторів пісень року. Тейлор Свіфт була номінована три рази.
| Рік  | Номіновано    | Нагорода                       | Результат | Виноски |
| ---- | ------------- | ------------------------------ | --------- | ------- |
| 2010 | «Love Story»  | International Work of the Year | Номінація | [ 30 ]  |
| 2016 | «Blank Space» | International Work of the Year | Номінація | [ 31 ]  |
| 2016 | «Style»       | International Work of the Year | Номінація | [ 31 ]  |

## ARIA Music Awards
Церемонія нагороджень Australian Recording Industry Association Music Awards (ARIA) була вперше проведена в Сіднеї в 1987. Тейлор Свіфт була номінована тричі.
| Рік  | Номіновано   | Нагорода                  | Результат | Виноски |
| ---- | ------------ | ------------------------- | --------- | ------- |
| 2013 | Тейлор Свіфт | Best International Artist | Номінація | [ 33 ]  |
| 2015 | Тейлор Свіфт | Best International Artist | Номінація | [ 34 ]  |
| 2016 | Тейлор Свіфт | Best International Artist | Номінація | [ 35 ]  |

## BBC Music Awards
Церемонія нагороджень BBC Music Awards проводиться задля визнання талантів поп-музики за останні 12 місяців. Тейлор Свіфт була номінована два рази.
| Рік  | Номіновано   | Нагорода                         | Результат | Виноски |
| ---- | ------------ | -------------------------------- | --------- | ------- |
| 2014 | Тейлор Свіфт | International Artist of the Year | Номінація | [ 37 ]  |
| 2015 | Тейлор Свіфт | International Artist of the Year | Перемога  | [ 38 ]  |

## BillboardAwards

### BillboardMusic Awards
Церемонія нагороджень Billboard Music Awards проводиться для вшановування виконавців за їх комерційні успіхи в США, базуючись на чартах, які публікує журнал Billboard. Тейлор Свіфт отримала 24 нагороди та 46 номінацій.
| Рік  | Номіновано                                | Нагорода                                      | Результат | Виноски       |
| ---- | ----------------------------------------- | --------------------------------------------- | --------- | ------------- |
| 2009 | Тейлор Свіфт                              | Artist of the Year (Female)                   | Перемога  | [ 40 ]        |
| 2011 | Тейлор Свіфт                              | Woman of the Year                             | Перемога  | [ 41 ]        |
| 2011 | Тейлор Свіфт                              | Top Artist                                    | Номінація | [ 42 ]        |
| 2011 | Тейлор Свіфт                              | Top Female Artist                             | Номінація | [ 42 ]        |
| 2011 | Тейлор Свіфт                              | Top Billboard 200 Artist                      | Перемога  | [ 42 ]        |
| 2011 | Тейлор Свіфт                              | Top Country Artist                            | Перемога  | [ 42 ]        |
| 2011 | Speak Now                                 | Top Billboard 200 Album                       | Номінація | [ 42 ]        |
| 2011 | Speak Now                                 | Top Country Album                             | Перемога  | [ 42 ]        |
| 2011 | «Mine»                                    | Top Country Song                              | Номінація | [ 42 ]        |
| 2012 | Тейлор Свіфт                              | Top Touring Artist                            | Номінація | [ 43 ]        |
| 2012 | Тейлор Свіфт                              | Top Country Artist                            | Номінація | [ 43 ]        |
| 2013 | Тейлор Свіфт                              | Top Artist                                    | Перемога  | [ 44 ]        |
| 2013 | Тейлор Свіфт                              | Top Female Artist                             | Перемога  | [ 44 ]        |
| 2013 | Тейлор Свіфт                              | Top Billboard 200 Artist                      | Перемога  | [ 44 ]        |
| 2013 | Тейлор Свіфт                              | Top Hot 100 Artist                            | Номінація | [ 44 ]        |
| 2013 | Тейлор Свіфт                              | Billboard Milestone Award                     | Номінація | [ 44 ]        |
| 2013 | Тейлор Свіфт                              | Top Country Artist                            | Перемога  | [ 44 ]        |
| 2013 | Тейлор Свіфт                              | Top Social Artist                             | Номінація | [ 44 ]        |
| 2013 | Тейлор Свіфт                              | Top Digital Songs Artist                      | Перемога  | [ 44 ]        |
| 2013 | Red                                       | Top Billboard 200 Album                       | Перемога  | [ 44 ]        |
| 2013 | Red                                       | Top Country Album                             | Перемога  | [ 44 ]        |
| 2013 | «We Are Never Ever Getting Back Together» | Top Streaming Song (Video)                    | Номінація | [ 44 ]        |
| 2013 | «We Are Never Ever Getting Back Together» | Top Country Song                              | Перемога  | [ 44 ]        |
| 2014 | Тейлор Свіфт                              | Woman of the Year                             | Перемога  | [ 45 ]        |
| 2014 | Тейлор Свіфт                              | Top Social Artist                             | Номінація | [ 46 ]        |
| 2014 | Тейлор Свіфт                              | Top Country Artist                            | Номінація | [ 46 ]        |
| 2015 | Тейлор Свіфт                              | Top Artist                                    | Перемога  | [ 47 ]        |
| 2015 | Тейлор Свіфт                              | Top Female Artist                             | Перемога  | [ 47 ]        |
| 2015 | Тейлор Свіфт                              | Top Billboard 200 Artist                      | Перемога  | [ 47 ]        |
| 2015 | Тейлор Свіфт                              | Top Hot 100 Artist                            | Перемога  | [ 47 ]        |
| 2015 | Тейлор Свіфт                              | Top Radio Songs Artist                        | Номінація | [ 47 ]        |
| 2015 | Тейлор Свіфт                              | Top Digital Songs Artist                      | Перемога  | [ 47 ]        |
| 2015 | Тейлор Свіфт                              | Top Streaming Artist                          | Номінація | [ 47 ]        |
| 2015 | Тейлор Свіфт                              | Top Social Artist                             | Номінація | [ 47 ]        |
| 2015 | Тейлор Свіфт                              | Billboard Chart Achievement Award (Fan Voted) | Перемога  | [ 47 ]        |
| 2015 | 1989                                      | Top Billboard 200 Album                       | Перемога  | [ 47 ]        |
| 2015 | «Shake It Off»                            | Top Hot 100 Song                              | Номінація | [ 47 ]        |
| 2015 | «Shake It Off»                            | Top Digital Song                              | Номінація | [ 47 ]        |
| 2015 | «Shake It Off»                            | Top Streaming Song (Video)                    | Перемога  | [ 47 ]        |
| 2015 | «Blank Space»                             | Top Streaming Song (Video)                    | Номінація | [ 47 ]        |
| 2016 | Тейлор Свіфт                              | Top Artist                                    | Номінація | [ 48 ] [ 49 ] |
| 2016 | Тейлор Свіфт                              | Top Female Artist                             | Номінація | [ 48 ] [ 49 ] |
| 2016 | Тейлор Свіфт                              | Top Billboard 200 Artist                      | Номінація | [ 48 ] [ 49 ] |
| 2016 | Тейлор Свіфт                              | Top Hot 100 Artist                            | Номінація | [ 48 ] [ 49 ] |
| 2016 | Тейлор Свіфт                              | Top Radio Songs Artist                        | Номінація | [ 48 ] [ 49 ] |
| 2016 | Тейлор Свіфт                              | Top Social Media Artist                       | Номінація | [ 48 ] [ 49 ] |
| 2016 | Тейлор Свіфт                              | Top Touring Artist                            | Перемога  | [ 48 ] [ 49 ] |
| 2016 | 1989                                      | Top Billboard 200 Album                       | Номінація | [ 48 ] [ 49 ] |
| 2018 | Тейлор Свіфт                              | Top Artist                                    | Номінація | [ 50 ]        |
| 2018 | Тейлор Свіфт                              | Top Female Artist                             | Перемога  | [ 50 ]        |
| 2018 | Тейлор Свіфт                              | Top Billboard 200 Artist                      | Номінація | [ 50 ]        |
| 2018 | Reputation                                | Top Billboard 200 Album                       | Номінація | [ 50 ]        |
| 2018 | Reputation                                | Top Selling Album                             | Перемога  | [ 50 ]        |

### BillboardTouring Awards
Billboard Touring Awards, що була створена в 2006, є щорічним зібранням, спонсороване журналом Billboard, аби нагороджувати найкращі живі виступи музичних виконавців. Тейлор Свіфт отримала 3 нагороди та 10 номінацій.
| Рік  | Номіновано           | Нагорода                              | Результат | Виноски |
| ---- | -------------------- | ------------------------------------- | --------- | ------- |
| 2010 | Fearless Tour        | Top Package                           | Перемога  | [ 52 ]  |
| 2010 | Тейлор Свіфт         | Eventful Fans' Choice Award           | Номінація | [ 53 ]  |
| 2011 | Speak Now World Tour | Concert Marketing and Promotion Award | Перемога  | [ 54 ]  |
| 2011 | Speak Now World Tour | Top Package                           | Номінація | [ 54 ]  |
| 2011 | Speak Now World Tour | Eventful Fans' Choice Award           | Номінація | [ 54 ]  |
| 2012 | Тейлор Свіфт         | Top Package                           | Номінація | [ 55 ]  |
| 2012 | Тейлор Свіфт         | Eventful Fans' Choice Award           | Номінація | [ 55 ]  |
| 2013 | The Red Tour         | Top Package                           | Перемога  | [ 56 ]  |
| 2013 | The Red Tour         | Concert Marketing and Promotion Award | Номінація | [ 56 ]  |
| 2013 | Тейлор Свіфт         | Eventful Fans' Choice Award           | Номінація | [ 56 ]  |
| 2015 | The 1989 World Tour  | Top Tour                              | Номінація | [ 57 ]  |
| 2015 | Тейлор Свіфт         | Top Draw                              | Номінація | [ 57 ]  |

## BMI Awards
Церемонія нагороджень BMI Award проводиться щорічно компанією Broadcast Music, Inc., аби нагороджувати авторів пісень різних жанрів, включаючи поп та кантрі. Тейлор Свіфт отримала 35 BMI Country Awards, нагороду BMI London Awards, та 32 BMI Pop Awards. Загалом, отримано 68 BMI Awards.

### BMI Country Awards
| Рік  | Номіновано                             | Нагорода                    | Результат | Виноски |
| ---- | -------------------------------------- | --------------------------- | --------- | ------- |
| 2007 | «Tim McGraw»                           | Award-Winning Songs         | Перемога  | [ 59 ]  |
| 2008 | «Our Song»                             | Award-Winning Songs         | Перемога  | [ 60 ]  |
| 2008 | «Teardrops on My Guitar»               | Song of the Year            | Перемога  | [ 60 ]  |
| 2009 | «Love Story»                           | Song of the Year            | Перемога  | [ 61 ]  |
| 2009 | «Love Story»                           | Publisher of the Year       | Перемога  | [ 61 ]  |
| 2009 | «Picture to Burn»                      | Publisher of the Year       | Перемога  | [ 61 ]  |
| 2009 | «Should've Said No»                    | Publisher of the Year       | Перемога  | [ 61 ]  |
| 2009 | «Love Story»                           | Award-Winning Songs         | Перемога  | [ 61 ]  |
| 2009 | «Picture to Burn»                      | Award-Winning Songs         | Перемога  | [ 61 ]  |
| 2009 | «Should've Said No»                    | Award-Winning Songs         | Перемога  | [ 61 ]  |
| 2010 | Тейлор Свіфт                           | Songwriter of the Year      | Перемога  | [ 62 ]  |
| 2010 | «Fifteen»                              | Publisher of the Year       | Перемога  | [ 62 ]  |
| 2010 | «White Horse»                          | Publisher of the Year       | Перемога  | [ 62 ]  |
| 2010 | «You Belong with Me»                   | Publisher of the Year       | Перемога  | [ 62 ]  |
| 2010 | «You Belong with Me»                   | Song of the Year            | Перемога  | [ 62 ]  |
| 2010 | «Fifteen»                              | Award-Winning Songs         | Перемога  | [ 62 ]  |
| 2010 | «White Horse»                          | Award-Winning Songs         | Перемога  | [ 62 ]  |
| 2010 | «You Belong with Me»                   | Award-Winning Songs         | Перемога  | [ 62 ]  |
| 2011 | «Back to December»                     | Publisher of the Year       | Перемога  | [ 63 ]  |
| 2011 | «Fearless»                             | Publisher of the Year       | Перемога  | [ 63 ]  |
| 2011 | «Mine»                                 | Publisher of the Year       | Перемога  | [ 63 ]  |
| 2011 | «Back To December»                     | Award-Winning Songs         | Перемога  | [ 63 ]  |
| 2011 | «Fearless»                             | Award-Winning Songs         | Перемога  | [ 63 ]  |
| 2011 | «Mine»                                 | Award-Winning Songs         | Перемога  | [ 63 ]  |
| 2012 | «Mean»                                 | Publisher of the Year       | Перемога  | [ 64 ]  |
| 2012 | «Sparks Fly»                           | Publisher of the Year       | Перемога  | [ 64 ]  |
| 2012 | «Mean»                                 | Top 50 Songs                | Перемога  | [ 64 ]  |
| 2012 | «Sparks Fly»                           | Top 50 Songs                | Перемога  | [ 64 ]  |
| 2013 | «Begin Again»                          | Publisher of the Year       | Перемога  | [ 65 ]  |
| 2013 | «Begin Again»                          | Country Awards Top 50 Songs | Перемога  | [ 65 ]  |
| 2013 | «Ours»                                 | Country Awards Top 50 Songs | Перемога  | [ 65 ]  |
| 2014 | «Highway Don't Care» (із Тімом Макгро) | Publisher of the Year       | Перемога  | [ 66 ]  |
| 2014 | «Red»                                  | Publisher of the Year       | Перемога  | [ 66 ]  |
| 2014 | «Highway Don't Care» (із Тімом Макгро) | Country Awards Top 50 Songs | Перемога  | [ 66 ]  |
| 2014 | «Red»                                  | Country Awards Top 50 Songs | Перемога  | [ 66 ]  |

### BMI London Awards
| Рік  | Номіновано                                | Нагорода            | Результат | Виноски |
| ---- | ----------------------------------------- | ------------------- | --------- | ------- |
| 2014 | «Everything Has Changed» (ft. Ed Sheeran) | Award Winning Songs | Перемога  | [ 67 ]  |

### BMI Pop Awards
| Рік  | Номіновано                                    | Нагорода                | Результат | Виноски |
| ---- | --------------------------------------------- | ----------------------- | --------- | ------- |
| 2009 | Тейлор Свіфт                                  | BMI President's Award   | Перемога  | [ 68 ]  |
| 2009 | «Teardrops On My Guitar»                      | Award-Winning Songs     | Перемога  | [ 68 ]  |
| 2010 | «Love Story»                                  | Song of the Year        | Перемога  | [ 69 ]  |
| 2010 | «Love Story»                                  | Award-Winning Songs     | Перемога  | [ 69 ]  |
| 2010 | «You Belong with Me»                          | Award-Winning Songs     | Перемога  | [ 69 ]  |
| 2011 | «Two Is Better Than One» (із Boys Like Girls) | Award-Winning Songs     | Перемога  | [ 70 ]  |
| 2011 | «Two Is Better Than One» (із Boys Like Girls) | Publisher of the Year   | Перемога  | [ 70 ]  |
| 2011 | «You Belong with Me» (2nd Award)              | Award-Winning Songs     | Перемога  | [ 70 ]  |
| 2011 | «You Belong with Me» (2nd Award)              | Publisher of the Year   | Перемога  | [ 70 ]  |
| 2012 | «Mine»                                        | Award-Winning Songs     | Перемога  | [ 71 ]  |
| 2013 | «We Are Never Ever Getting Back Together»     | Award-Winning Songs     | Перемога  | [ 72 ]  |
| 2014 | «I Knew You Were Trouble»                     | Award-Winning Songs     | Перемога  | [ 73 ]  |
| 2014 | «I Knew You Were Trouble»                     | Publisher of the Year   | Перемога  | [ 73 ]  |
| 2015 | Тейлор Свіфт                                  | Songwriters of the Year | Перемога  | [ 74 ]  |
| 2015 | «22»                                          | Award-Winning Songs     | Перемога  | [ 74 ]  |
| 2015 | «22»                                          | Publisher of the Year   | Перемога  | [ 74 ]  |
| 2015 | «Everything Has Changed»                      | Award-Winning Songs     | Перемога  | [ 74 ]  |
| 2015 | «Everything Has Changed»                      | Publisher of the Year   | Перемога  | [ 74 ]  |
| 2015 | «Shake It Off»                                | Award-Winning Songs     | Перемога  | [ 74 ]  |
| 2015 | «Shake It Off»                                | Publisher of the Year   | Перемога  | [ 74 ]  |
| 2016 | Тейлор Свіфт                                  | Taylor Swift Award      | Перемога  | [ 75 ]  |
| 2016 | Тейлор Свіфт                                  | Songwriter of the Year  | Перемога  | [ 76 ]  |
| 2016 | «Bad Blood»                                   | Award-Winning Songs     | Перемога  | [ 76 ]  |
| 2016 | «Bad Blood»                                   | Publisher of the Year   | Перемога  | [ 76 ]  |
| 2016 | «Blank Space»                                 | Award-Winning Songs     | Перемога  | [ 76 ]  |
| 2016 | «Blank Space»                                 | Publisher of the Year   | Перемога  | [ 76 ]  |
| 2016 | «Style»                                       | Award-Winning Songs     | Перемога  | [ 76 ]  |
| 2016 | «Style»                                       | Publisher of the Year   | Перемога  | [ 76 ]  |
| 2016 | «Wildest Dreams»                              | Award-Winning Songs     | Перемога  | [ 76 ]  |
| 2016 | «Wildest Dreams»                              | Publisher of the Year   | Перемога  | [ 76 ]  |
| 2017 | «This Is What You Came For»                   | Award-Winning Songs     | Перемога  | [ 77 ]  |
| 2018 | «I Don't Wanna Live Forever»                  | Award-Winning Songs     | Перемога  | [ 78 ]  |

## Bravo Otto
Bravo Otto, яка було створене в 1957 році, є німецькою церемонією нагороджень, яку проводить журнал Bravo. Тейлор Свіфт отримала 1 нагороду.
| Рік  | Номіновано   | Нагорода                     | Результат | Виноски |
| ---- | ------------ | ---------------------------- | --------- | ------- |
| 2012 | Тейлор Свіфт | Super Singer Female (bronze) | Перемога  | [ 80 ]  |

## Brit Awards
Brit Awards, заснована в 1977, спонсорується MasterCard. Тейлор Свіфт отримала 1 нагородження та 5 номінації.
| Рік  | Номіновано                                      | Нагорода                          | Результат | Виноски |
| ---- | ----------------------------------------------- | --------------------------------- | --------- | ------- |
| 2010 | Тейлор Свіфт                                    | International Breakthrough Artist | Номінація | [ 82 ]  |
| 2013 | Тейлор Свіфт                                    | International Female Solo Artist  | Номінація | [ 83 ]  |
| 2015 | Тейлор Свіфт                                    | International Female Solo Artist  | Перемога  | [ 84 ]  |
| 2018 | Тейлор Свіфт                                    | International Female Solo Artist  | Номінація | [ 85 ]  |
| 2018 | «I Don't Wanna Live Forever»(із Зейном Маліком) | British Video of the Year         | Номінація | [ 85 ]  |

## Canadian Country Music Association
Починаючи із 1976, Canadian Country Music Association щорічно проводить церемонію нагороджень задля підтримки індустрії кантрі музики Канади. Тейлор Свіфт отримала 5 нагород.
| Рік  | Номіновано   | Нагорода          | Результат | Виноски |
| ---- | ------------ | ----------------- | --------- | ------- |
| 2009 | Fearless     | Top Selling Album | Перемога  | [ 87 ]  |
| 2010 | Fearless     | Top Selling Album | Перемога  | [ 87 ]  |
| 2011 | Speak Now    | Top Selling Album | Перемога  | [ 87 ]  |
| 2012 | Тейлор Свіфт | Generation Award  | Перемога  | [ 88 ]  |
| 2013 | Red          | Top Selling Album | Перемога  | [ 87 ]  |

## Channel V Thailand Music Video Awards
Channel V Thailand Music Video Awards була заснована в 2002 таїландським каналом Channel V Thailand. Тейлор Свіфт отримала одну нагороду.
| Рік  | Номіновано   | Нагорода           | Результат | Виноски |
| ---- | ------------ | ------------------ | --------- | ------- |
| 2009 | Тейлор Свіфт | Popular New Artist | Перемога  | [ 89 ]  |

## Clio Awards
Clio Awards є щорічною програмою нагороджень, яка визнає інноваційні та творчі просування в рекламі, дизайну та комунікаціям, судями міжнародною групою професіоналів рекламної індустрії. Тейлор Свіфт отримала 2 нагороди.
| Рік  | Номіновано               | Нагорода                                                                               | Результат | Виноски |
| ---- | ------------------------ | -------------------------------------------------------------------------------------- | --------- | ------- |
| 2016 | Taylor vs. the treadmill | Bronze Award for Best Commercials                                                      | Перемога  | [ 91 ]  |
| 2016 | Taylor vs. the treadmill | Silver Award for Best Commercials (between thirty [30] seconds and sixty [60] seconds) | Перемога  | [ 92 ]  |

## Country Music Association Awards
Існуючи з 1967, Country Music Association Awards нагороджує виконавців кантрі музики. Тейлор Свіфт отримала 12 нагороджень та 26 номінацій.
| Рік  | Номіновано                                              | Нагорода                               | Результат | Виноски       |
| ---- | ------------------------------------------------------- | -------------------------------------- | --------- | ------------- |
| 2007 | Тейлор Свіфт                                            | Horizon Award                          | Перемога  | [ 94 ]        |
| 2008 | Тейлор Свіфт                                            | Female Vocalist of the Year            | Номінація | [ 94 ]        |
| 2009 | Тейлор Свіфт                                            | Entertainer of the Year                | Перемога  | [ 94 ]        |
| 2009 | Тейлор Свіфт                                            | Female Vocalist of the Year            | Перемога  | [ 94 ]        |
| 2009 | Тейлор Свіфт                                            | International Artist Achievement Award | Перемога  | [ 95 ]        |
| 2009 | Fearless                                                | Album of the Year                      | Перемога  | [ 94 ]        |
| 2009 | «Love Story»                                            | Music Video of the Year                | Перемога  | [ 94 ]        |
| 2010 | Тейлор Свіфт                                            | Female Vocalist of the Year            | Номінація | [ 94 ]        |
| 2011 | Тейлор Свіфт                                            | Entertainer of the Year                | Перемога  | [ 94 ]        |
| 2011 | Тейлор Свіфт                                            | Female Vocalist of the Year            | Номінація | [ 94 ]        |
| 2011 | Speak Now                                               | Album of the Year                      | Номінація | [ 94 ]        |
| 2011 | «Mean»                                                  | Song of the Year                       | Номінація | [ 94 ]        |
| 2011 | «Mean»                                                  | Music Video of the Year                | Номінація | [ 94 ]        |
| 2012 | Тейлор Свіфт                                            | Entertainer of the Year                | Номінація | [ 94 ]        |
| 2012 | Тейлор Свіфт                                            | Female Vocalist of the Year            | Номінація | [ 94 ]        |
| 2012 | «Safe & Sound» (із The Civil Wars)                      | Musical Event of the Year              | Номінація | [ 94 ]        |
| 2013 | Тейлор Свіфт                                            | Pinnacle Award                         | Перемога  | [ 95 ] [ 96 ] |
| 2013 | Тейлор Свіфт                                            | International Artist Achievement Award | Перемога  | [ 95 ] [ 96 ] |
| 2013 | Тейлор Свіфт                                            | Entertainer of the Year                | Номінація | [ 94 ]        |
| 2013 | Тейлор Свіфт                                            | Female Vocalist of the Year            | Номінація | [ 94 ]        |
| 2013 | Red                                                     | Album of the Year                      | Номінація | [ 94 ]        |
| 2013 | «Highway Don't Care» (із Тімом Макгро та Кітом Урбаном) | Single of the Year                     | Номінація | [ 94 ]        |
| 2013 | «Highway Don't Care» (із Тімом Макгро та Кітом Урбаном) | Musical Event of the Year              | Перемога  | [ 94 ]        |
| 2013 | «Highway Don't Care» (із Тімом Макгро та Кітом Урбаном) | Music Video of the Year                | Перемога  | [ 94 ]        |
| 2014 | Тейлор Свіфт                                            | Female Vocalist of the Year            | Номінація | [ 94 ]        |
| 2017 | «Better Man»                                            | Song of the Year                       | Перемога  | [ 97 ]        |

## Country Music Awards of Australia
Country Music Awards of Australia є щорічною церемонією нагороджень, яка святкує результати продажів індустрії кантрі музики. Тейлор Свіфт отримала одну нагороду.
| Рік  | Номіновано | Нагорода                                    | Результат | Виноски |
| ---- | ---------- | ------------------------------------------- | --------- | ------- |
| 2014 | Red        | Top Selling International Album of the Year | Перемога  | [ 99 ]  |

## CMT Music Awards
Запущена в 1967, CMT Music Awards проводиться щорічно в Нашвіллі. Тейлор Свіфт отримала 6 нагород та 22 номінацій.
| Рік  | Номіновано                                              | Нагорода                            | Результат | Виноски |
| ---- | ------------------------------------------------------- | ----------------------------------- | --------- | ------- |
| 2007 | «Tim McGraw»                                            | Breakthrough Video of the Year      | Перемога  | [ 101 ] |
| 2008 | «Our Song»                                              | Female Video of the Year            | Перемога  | [ 102 ] |
| 2008 | «Our Song»                                              | Video of the Year                   | Перемога  | [ 102 ] |
| 2009 | «Love Story»                                            | Video of the Year                   | Перемога  | [ 103 ] |
| 2009 | «Love Story»                                            | Female Video of the Year            | Перемога  | [ 103 ] |
| 2009 | «Photograph» (із Def Leppard)                           | Wide Open Country Video of the Year | Номінація | [ 103 ] |
| 2009 | «Photograph» (із Def Leppard)                           | CMT Performance of the Year         | Номінація | [ 103 ] |
| 2010 | «You Belong with Me»                                    | Video of the Year                   | Номінація | [ 104 ] |
| 2010 | «You Belong with Me»                                    | Female Video of the Year            | Номінація | [ 104 ] |
| 2010 | «Best Days of Your Life» (із Келлі Піклер)              | Collaborative Video of the Year     | Номінація | [ 104 ] |
| 2011 | «Mine»                                                  | Video of the Year                   | Перемога  | [ 105 ] |
| 2011 | «Mine»                                                  | Female Video of the Year            | Номінація | [ 105 ] |
| 2011 | «Mine»                                                  | Best Web Video of the Year          | Номінація | [ 105 ] |
| 2012 | «Safe & Sound» (із The Civil Wars)                      | Video of the Year                   | Номінація | [ 106 ] |
| 2012 | «Safe & Sound» (із The Civil Wars)                      | Collaborative Video of the Year     | Номінація | [ 106 ] |
| 2012 | «Ours»                                                  | Female Video of the Year            | Номінація | [ 106 ] |
| 2013 | «Begin Again»                                           | Female Video of the Year            | Номінація | [ 107 ] |
| 2013 | «We Are Never Ever Getting Back Together»               | Video of the Year                   | Номінація | [ 107 ] |
| 2014 | «Highway Don't Care» (із Тімом Макгро та Кітом Урбаном) | Collaborative Video of the Year     | Номінація | [ 108 ] |
| 2014 | «Highway Don't Care» (із Тімом Макгро та Кітом Урбаном) | Video of the Year                   | Номінація | [ 108 ] |
| 2014 | «Red»                                                   | Video of the Year                   | Номінація | [ 108 ] |
| 2014 | «Red»                                                   | Female Video of the Year            | Номінація | [ 108 ] |

## Do Something Awards
Do Something Awards була започаткована в 1996 задля визнання громадської діяльністі та благодійності людей віком до 25 років. Тейлор Свіфт отримала дві номінації.
| Рік  | Номіновано   | Нагорода              | Результат | Виноски |
| ---- | ------------ | --------------------- | --------- | ------- |
| 2012 | Тейлор Свіфт | Do Something Music    | Номінація | [ 110 ] |
| 2012 | Тейлор Свіфт | Do Something Facebook | Номінація | [ 110 ] |

## Премія ЕХО
Премія ЕХО була вперше проведена в 1992 у Колоньї. Тейлор Свіфт отримала дві номінації.
| Рік  | Номіновано   | Нагорода                             | Результат | Виноски |
| ---- | ------------ | ------------------------------------ | --------- | ------- |
| 2015 | 1989         | International Album of the Year      | Номінація | [ 112 ] |
| 2018 | Тейлор Свіфт | International Rock/Pop Female Artist | Номінація |         |

## Elle Style Awards
Elle Style Awards є щорічною церемонією нагороджень, яку проводить журнал ELLE. Тейлор Свіфт отримала одну нагороду.
| Рік  | Номіновано   | Нагорода          | Результат | Виноски |
| ---- | ------------ | ----------------- | --------- | ------- |
| 2015 | Тейлор Свіфт | Woman of the Year | Перемога  | [ 114 ] |

## Emmy Awards
Emmy Award щорічно проводиться з 1949 Академією телевізійного мистецтва та науки, і є програмою нагороджень за досягнення в сфері телебачення. Тейлор Свіфт отримала 1 нагороду та 1 номінацію.
| Рік  | Номіновано   | Нагорода                     | Результат | Виноски |
| ---- | ------------ | ---------------------------- | --------- | ------- |
| 2015 | Тейлор Свіфт | Original Interactive Program | Перемога  | [ 116 ] |

## FiFi Awards
FiFi Awards щорічно проводиться Парфумерним фондом, який визнає найкращі парфуми. Тейлор Свіфт отримала дві нагороди із трьох номінацій.
| Рік  | Номіновано             | Нагорода                               | Результат | Виноски |
| ---- | ---------------------- | -------------------------------------- | --------- | ------- |
| 2012 | Wonderstruck           | Fragrance of the Year: Women's Luxe    | Номінація | [ 118 ] |
| 2013 | Wonderstruck Enchanted | Fragrance Celebrity of the Year        | Перемога  | [ 119 ] |
| 2015 | Incredible Things      | Fragrance of the Year: Women's Popular | Перемога  | [ 120 ] |

## Glamour Awards
Glamour Awards щорічно проводиться жіночим журналом Glamour. Тейлор Свіфт отримала одну нагороду.
| Рік  | Номіновано   | Нагорода                  | Результат | Виноски |
| ---- | ------------ | ------------------------- | --------- | ------- |
| 2014 | Тейлор Свіфт | International Solo Artist | Перемога  | [ 122 ] |

## Global Awards
Нагорода Global Awards підтримується компанією Global задля ушанування музики, яку транслюють британські радіостанції. Свіфт отримала одну номінацію.
| Рік  | Номіновано   | Нагорода    | Результат | Виноски |
| ---- | ------------ | ----------- | --------- | ------- |
| 2018 | Тейлор Свіфт | Best Female | Номінація | [ 124 ] |

## Golden Globe Awards
Golden Globe Awards проводиться з 1944 Голлівудською асоціацією іноземної преси, аби відзначати найкращі фільми та телебачення. Тейлор Свіфт отримала дві номінації.
| Рік  | Номіновано                         | Нагорода                                            | Результат | Виноски |
| ---- | ---------------------------------- | --------------------------------------------------- | --------- | ------- |
| 2013 | «Safe & Sound» (із The Civil Wars) | Премія «Золотий глобус» за найкращу пісню до фільму | Номінація | [ 126 ] |
| 2014 | «Sweeter Than Fiction»             | Премія «Золотий глобус» за найкращу пісню до фільму | Номінація | [ 127 ] |

## Grammy Awards
Grammy Awards проводяться щорічно Звукозаписною академією. Тейлор Свіфт отримала 10 нагород із 31 номінацій. Вона є наймолодшою співачкою, яка виграла у категорії Album of the Year. Свіфт є першою жінкою, яка виграла більше одного разу у категорії Album of the Year.
| Рік  | Номіновано                                              | Нагорода                               | Результат | Виноски |
| ---- | ------------------------------------------------------- | -------------------------------------- | --------- | ------- |
| 2008 | Тейлор Свіфт                                            | Best New Artist                        | Номінація | [ 132 ] |
| 2010 | Fearless                                                | Альбом року                            | Перемога  | [ 133 ] |
| 2010 | Fearless                                                | Best Country Album                     | Перемога  | [ 133 ] |
| 2010 | «You Belong with Me»                                    | Record of the Year                     | Номінація | [ 133 ] |
| 2010 | «You Belong with Me»                                    | Премія «Греммі» за найкращу пісню року | Номінація | [ 133 ] |
| 2010 | «You Belong with Me»                                    | Best Female Pop Vocal Performance      | Номінація | [ 133 ] |
| 2010 | «White Horse»                                           | Best Female Country Vocal Performance  | Перемога  | [ 133 ] |
| 2010 | «White Horse»                                           | Best Country Song                      | Перемога  | [ 133 ] |
| 2010 | «Breathe» (із Колбі Кейллат)                            | Best Pop Collaboration with Vocals     | Номінація | [ 133 ] |
| 2012 | Speak Now                                               | Best Country Album                     | Номінація | [ 134 ] |
| 2012 | «Mean»                                                  | Best Country Solo Performance          | Перемога  | [ 134 ] |
| 2012 | «Mean»                                                  | Best Country Song                      | Перемога  | [ 134 ] |
| 2013 | «We Are Never Ever Getting Back Together»               | Record of the Year                     | Номінація | [ 135 ] |
| 2013 | «Safe & Sound» (із The Civil Wars)                      | Best Country Duo/Group Performance     | Номінація | [ 135 ] |
| 2013 | «Safe & Sound» (із The Civil Wars)                      | Best Song Written for Visual Media     | Перемога  | [ 135 ] |
| 2014 | Red                                                     | Album of the Year                      | Номінація | [ 136 ] |
| 2014 | Red                                                     | Best Country Album                     | Номінація | [ 136 ] |
| 2014 | «Begin Again»                                           | Best Country Song                      | Номінація | [ 136 ] |
| 2014 | «Highway Don't Care» (із Тімом Макгро та Кітом Урбаном) | Best Country Duo/Group Performance     | Номінація | [ 136 ] |
| 2015 | «Shake It Off»                                          | Record of the Year                     | Номінація | [ 137 ] |
| 2015 | «Shake It Off»                                          | Song of the Year                       | Номінація | [ 137 ] |
| 2015 | «Shake It Off»                                          | Best Pop Solo Performance              | Номінація | [ 137 ] |
| 2016 | 1989                                                    | Album of the Year                      | Перемога  | [ 138 ] |
| 2016 | 1989                                                    | Best Pop Vocal Album                   | Перемога  | [ 138 ] |
| 2016 | «Blank Space»                                           | Record of the Year                     | Номінація | [ 138 ] |
| 2016 | «Blank Space»                                           | Song of the Year                       | Номінація | [ 138 ] |
| 2016 | «Blank Space»                                           | Best Pop Solo Performance              | Номінація | [ 138 ] |
| 2016 | «Bad Blood» (із Кендріком Ламаром)                      | Best Pop Duo/Group Performance         | Номінація | [ 138 ] |
| 2016 | «Bad Blood» (із Кендріком Ламаром)                      | Best Music Video                       | Перемога  | [ 138 ] |
| 2018 | «Better Man»                                            | Best Country Song                      | Номінація | [ 139 ] |
| 2018 | «I Don't Wanna Live Forever»                            | Best Song Written for Visual Media     | Номінація | [ 139 ] |

## Guinness World Records
Книга рекордів Гіннеса є довідником, який публікується щорічно і містить у собі колекцію світових рекордів, включаючи як досягнення людини так і крайнощі природи. Тейлор Свіфт записана у шести рекордах.
| Рік  | Номіновано                                | Нагорода                                                                          | Результат | Виноски |
| ---- | ----------------------------------------- | --------------------------------------------------------------------------------- | --------- | ------- |
| 2010 | Speak Now                                 | Fastest Selling Digital Album by a Female Artist                                  | Перемога  | [ 141 ] |
| 2010 | Тейлор Свіфт                              | Most Simultaneous U.S. Hot 100 Hits by a Female Artist                            | Перемога  | [ 142 ] |
| 2012 | Тейлор Свіфт                              | First Solo Female with Two Million-Selling Weeks on the U.S. Albums Chart         | Перемога  | [ 143 ] |
| 2012 | «We Are Never Ever Getting Back Together» | Fastest Selling Single in Digital History                                         | Перемога  | [ 144 ] |
| 2014 | Тейлор Свіфт                              | Most Million-Selling Weeks on the U.S. Albums Chart with Three Consecutive Albums | Перемога  | [ 145 ] |
| 2017 | Тейлор Свіфт                              | Highest Annual Earnings Ever For A Female Pop Star                                | Перемога  | [ 146 ] |

## IFPI Global Recording Artist Award
IFPI Global Recording Artist Award вшановує річних топових виконавців за їх фізичними продажами та цифровими завантажуваннями по всьому світі. Тейлор Свіфт отримала одну нагороду.
| Рік  | Номіновано   | Нагорода                        | Результат | Виноски |
| ---- | ------------ | ------------------------------- | --------- | ------- |
| 2015 | Тейлор Свіфт | Global Recording Artist of 2014 | Перемога  | [ 148 ] |

## iHeartRadio Music Awards
IHeartRadio Music Awards є інтернаціональною церемонією нагороджень, заснована IHeartRadio в 2014. Тейлор Свіфт виграла 8 нагород із 18 номінацій.
| Рік  | Номіновано                                              | Нагорода                  | Результат | Виноски |
| ---- | ------------------------------------------------------- | ------------------------- | --------- | ------- |
| 2014 | Тейлор Свіфт                                            | Best Fan Army             | Номінація | [ 150 ] |
| 2014 | «Highway Don't Care» (із Тімом Макгро та Кітом Урбаном) | Country Song of the Year  | Номінація | [ 150 ] |
| 2015 | Тейлор Свіфт                                            | Artist of the Year        | Перемога  | [ 151 ] |
| 2015 | Тейлор Свіфт                                            | Best Fan Army             | Номінація | [ 151 ] |
| 2015 | «Shake It Off»                                          | Song of the Year          | Перемога  | [ 151 ] |
| 2015 | «Blank Space»                                           | Best Lyrics               | Перемога  | [ 151 ] |
| 2016 | Тейлор Свіфт                                            | Female Artist of the Year | Перемога  | [ 152 ] |
| 2016 | The 1989 World Tour                                     | Best Tour                 | Перемога  | [ 152 ] |
| 2016 | Тейлор Свіфт                                            | Best Fan Army             | Номінація | [ 152 ] |
| 2016 | Тейлор Свіфт                                            | Most Meme-able Moment     | Перемога  | [ 152 ] |
| 2016 | «Blank Space»                                           | Song of the Year          | Номінація | [ 152 ] |
| 2016 | «Bad Blood» (із Кендріком Ламаром)                      | Best Collaboration        | Номінація | [ 152 ] |
| 2016 | 1989                                                    | Album of the Year         | Перемога  | [ 152 ] |
| 2018 | Тейлор Свіфт                                            | Female Artist of the Year | Перемога  | [ 153 ] |
| 2018 | Тейлор Свіфт                                            | Best Fan Army             | Номінація | [ 153 ] |
| 2018 | «Look What You Made Me Do»                              | Best Lyrics               | Номінація | [ 153 ] |
| 2018 | «Look What You Made Me Do»                              | Best Music Video          | Номінація | [ 153 ] |
| 2018 | Olivia Benson                                           | Cutest Musician's Pet     | Номінація | [ 153 ] |

## Japan Gold Disc Awards
Japan Gold Disc Awards презентована Recording Industry Association of Japan. Тейлор Свіфт отримала дві нагороди.
| Рік  | Номіновано | Нагорода                     | Результат | Виноски |
| ---- | ---------- | ---------------------------- | --------- | ------- |
| 2015 | 1989       | Albums of the Year (Western) | Перемога  | [ 155 ] |
| 2015 | 1989       | Best 3 Albums (Western)      | Перемога  | [ 155 ] |

## Juno Awards
Juno Award є канадською нагородою, яка визнає видатні досягнення в музичній індустрії. Тейлор Свіфт отримала 5 номінації.
| Рік  | Номіновано | Нагорода                        | Результат | Виноски |
| ---- | ---------- | ------------------------------- | --------- | ------- |
| 2010 | Fearless   | International Album of the Year | Номінація | [ 157 ] |
| 2011 | Speak Now  | International Album of the Year | Номінація | [ 158 ] |
| 2013 | Red        | International Album of the Year | Номінація | [ 159 ] |
| 2015 | 1989       | International Album of the Year | Номінація | [ 160 ] |
| 2018 | reputation | International Album of the Year | Номінація | [ 161 ] |

## Meteor Music Awards
Створена в 2001, Meteor Music Awards вшановує досягнення в музичній індустрії по Ірландії. Тейлор Свіфт отримала одну номінацію.
| Рік  | Номіновано   | Нагорода                  | Результат | Виноски |
| ---- | ------------ | ------------------------- | --------- | ------- |
| 2010 | Тейлор Свіфт | Best International Female | Номінація | [ 163 ] |

## MTV Awards

### MTV Europe Music Awards
MTV Europe Music Awards була започаткована в 1994 MTV Europe задля вшановування музичних відео європейських та міжнародних виконавців. Тейлор Свіфт отримала 5 нагород із 27 номінацій.
| Рік  | Номіновано                         | Нагорода                     | Результат | Виноски |
| ---- | ---------------------------------- | ---------------------------- | --------- | ------- |
| 2009 | Тейлор Свіфт                       | Best New Act                 | Номінація | [ 165 ] |
| 2012 | Тейлор Свіфт                       | Best Female                  | Перемога  | [ 166 ] |
| 2012 | Speak Now World Tour               | Best Live Act                | Перемога  | [ 166 ] |
| 2012 | Тейлор Свіфт                       | Best Look                    | Перемога  | [ 166 ] |
| 2012 | Тейлор Свіфт                       | Best Pop                     | Номінація | [ 166 ] |
| 2012 | Тейлор Свіфт                       | Best World Stage Performance | Номінація | [ 166 ] |
| 2013 | Тейлор Свіфт                       | Best Female                  | Номінація | [ 167 ] |
| 2013 | The Red Tour                       | Best Live Act                | Номінація | [ 167 ] |
| 2013 | Тейлор Свіфт                       | Best Pop                     | Номінація | [ 167 ] |
| 2014 | Тейлор Свіфт                       | Best Female                  | Номінація | [ 168 ] |
| 2014 | Тейлор Свіфт                       | Best Look                    | Номінація | [ 168 ] |
| 2015 | «Bad Blood» (із Кендріком Ламаром) | Best Song                    | Перемога  | [ 169 ] |
| 2015 | «Bad Blood» (із Кендріком Ламаром) | Best Video                   | Номінація | [ 169 ] |
| 2015 | «Bad Blood» (із Кендріком Ламаром) | Best Collaboration           | Номінація | [ 169 ] |
| 2015 | Тейлор Свіфт                       | Best Female                  | Номінація | [ 169 ] |
| 2015 | Тейлор Свіфт                       | Best Pop                     | Номінація | [ 169 ] |
| 2015 | Тейлор Свіфт                       | Best Live Act                | Номінація | [ 169 ] |
| 2015 | Тейлор Свіфт                       | Biggest Fans                 | Номінація | [ 169 ] |
| 2015 | Тейлор Свіфт                       | Best Look                    | Номінація | [ 169 ] |
| 2015 | Тейлор Свіфт                       | Best US Act                  | Перемога  | [ 169 ] |
| 2015 | Тейлор Свіфт                       | Best Act North American      | Номінація | [ 169 ] |
| 2017 | «Look What You Made Me Do»         | Best Video                   | Номінація | [ 170 ] |
| 2017 | Тейлор Свіфт                       | Best Artist                  | Номінація | [ 170 ] |
| 2017 | Тейлор Свіфт                       | Best Look                    | Номінація | [ 170 ] |
| 2017 | Тейлор Свіфт                       | Best Pop                     | Номінація | [ 170 ] |
| 2017 | Тейлор Свіфт                       | Biggest Fans                 | Номінація | [ 170 ] |
| 2017 | Тейлор Свіфт                       | Best US Act                  | Номінація | [ 170 ] |

### MTV Video Music Awards
MTV Video Music Awards була створена в 1984 MTV задля нагородження музичних відео поточного року. Тейлор Свіфт отримала 7 нагород із 17 номінацій.
| Рік  | Номіновано                                   | Нагорода                         | Результат | Виноски |
| ---- | -------------------------------------------- | -------------------------------- | --------- | ------- |
| 2008 | «Teardrops on My Guitar»                     | Best New Artist                  | Номінація | [ 172 ] |
| 2009 | «You Belong with Me»                         | Best Female Video                | Перемога  | [ 173 ] |
| 2010 | «Fifteen»                                    | Best Female Video                | Номінація | [ 174 ] |
| 2011 | «Mean»                                       | Best Video with a Social Message | Номінація | [ 175 ] |
| 2013 | «I Knew You Were Trouble»                    | Video of the Year                | Номінація | [ 176 ] |
| 2013 | «I Knew You Were Trouble»                    | Best Female Video                | Перемога  | [ 176 ] |
| 2015 | «Blank Space»                                | Best Female Video                | Перемога  | [ 177 ] |
| 2015 | «Blank Space»                                | Best Pop Video                   | Перемога  | [ 177 ] |
| 2015 | «Bad Blood» (із Кендріком Ламаром)           | Video of the Year                | Перемога  | [ 177 ] |
| 2015 | «Bad Blood» (із Кендріком Ламаром)           | Best Collaboration               | Перемога  | [ 177 ] |
| 2015 | «Bad Blood» (із Кендріком Ламаром)           | Best Art Direction               | Номінація | [ 177 ] |
| 2015 | «Bad Blood» (із Кендріком Ламаром)           | Best Cinematography              | Номінація | [ 177 ] |
| 2015 | «Bad Blood» (із Кендріком Ламаром)           | Best Direction                   | Номінація | [ 177 ] |
| 2015 | «Bad Blood» (із Кендріком Ламаром)           | Best Editing                     | Номінація | [ 177 ] |
| 2015 | «Bad Blood» (із Кендріком Ламаром)           | Best Visual Effects              | Номінація | [ 177 ] |
| 2015 | «Bad Blood» (із Кендріком Ламаром)           | Song of Summer                   | Номінація | [ 177 ] |
| 2017 | «I Don't Wanna Live Forever» (із Зейн Малік) | Best Collaboration               | Перемога  | [ 178 ] |

### MTV Movie Awards
MTV Movie Awards є нагородою для фільмів, яка щорічно презентована MTV. Тейлор Свіфт отримала одну номінацію.
| Рік  | Номіновано      | Нагорода                         | Результат | Виноски |
| ---- | --------------- | -------------------------------- | --------- | ------- |
| 2010 | Valentine's Day | Best Kiss (із Тейлором Лотнером) | Номінація | [ 180 ] |

### MTV Italian Music Awards
MTV Italian Music Awards, також відома як TRL (Total Request Live) Awards, проводиться щорічно в Італії каналом MTV. Тейлор Свіфт отримала 4 номінації.
| Рік  | Номіновано       | Нагорода                      | Результат | Виноски |
| ---- | ---------------- | ----------------------------- | --------- | ------- |
| 2014 | Тейлор Свіфт     | Artist Saga                   | Номінація | [ 182 ] |
| 2015 | Тейлор Свіфт     | Wonder Woman                  | Номінація | [ 183 ] |
| 2015 | Тейлор Свіфт     | MTV Awards Star               | Номінація | [ 183 ] |
| 2016 | «Wildest Dreams» | Air Vigorsol Best Fresh Video | Номінація | [ 184 ] |

### MTV Video Music Awards Japan
MTV Video Music Awards Japan була започаткована в 2002 задля нагородження музичних відео в Японії. Тейлор Свіфт отримала 5 номінацій.
| Рік  | Номіновано                                | Нагорода           | Результат | Виноски |
| ---- | ----------------------------------------- | ------------------ | --------- | ------- |
| 2011 | «Mine»                                    | Best Female Video  | Номінація | [ 186 ] |
| 2011 | «Mine»                                    | Best Pop Video     | Номінація | [ 186 ] |
| 2013 | «We Are Never Ever Getting Back Together» | Best Female Video  | Номінація | [ 187 ] |
| 2013 | «We Are Never Ever Getting Back Together» | Best Pop Video     | Номінація | [ 187 ] |
| 2013 | «We Are Never Ever Getting Back Together» | Best Karaoke Video | Номінація | [ 187 ] |
| 2015 | «Blank Space»                             | Best Female Video  | Номінація | [ 188 ] |

### MTV Millennial Awards
MTV Millennial Awards, яка щорічно проводиться в Латинській Америці, була створена в 2013 каналом MTV Latino задля нагородження музичних виконавців. Тейлор Свіфт отримала дві нагороду з чотирьох номінацій.
| Рік  | Номіновано                                | Нагорода                       | Результат | Виноски |
| ---- | ----------------------------------------- | ------------------------------ | --------- | ------- |
| 2013 | «We Are Never Ever Getting Back Together» | Hit Chicle del Año             | Перемога  | [ 190 ] |
| 2015 | Тейлор Свіфт                              | Global Instagramer of the Year | Номінація | [ 191 ] |
| 2015 | «Blank Space»                             | International Hit of the Year  | Номінація | [ 191 ] |
| 2017 | «I Don't Wanna Live Forever» (із Зейном)  | Collaboration of the Year      | Перемога  | [ 192 ] |

### mtvU Woodie Awards
mtvU Woodie Awards була створена в 2004 каналом MTV, аби вшановувати найкращі музичні відео, за які проголосували студенти коледжів. Тейлор Свіфт отримала одну нагороду.
| Рік  | Номіновано | Нагорода          | Результат | Виноски |
| ---- | ---------- | ----------------- | --------- | ------- |
| 2015 | «Riptide»  | Best Cover Woodie | Перемога  | [ 194 ] |

## Much Music Video Awards
Much Music Video Awards є щорічною нагородою, яку презентує канадський канал Much, і яка вшановує найкращі музичні відео поточного року. Тейлор Свіфт отримала одну нагороду із восьми номінацій.
| Рік  | Номіновано                                 | Нагорода                                      | Результат | Виноски |
| ---- | ------------------------------------------ | --------------------------------------------- | --------- | ------- |
| 2010 | «You Belong with Me»                       | International Video of the Year – Artist      | Номінація | [ 196 ] |
| 2010 | «You Belong with Me»                       | Your Fave International Video                 | Номінація | [ 196 ] |
| 2011 | «Mine»                                     | Most Watched Video of the Year                | Номінація | [ 197 ] |
| 2013 | «We Are Never Ever Getting Back Together»  | International Video of the Year – Artist      | Номінація | [ 198 ] |
| 2013 | Тейлор Свіфт                               | Your Fave International Artist/Group          | Перемога  | [ 198 ] |
| 2014 | «Everything Has Changed» (із Едом Шираном) | International Video of the Year – Artist      | Номінація | [ 199 ] |
| 2015 | «Blank Space»                              | International Video of the Year – Artist      | Номінація | [ 200 ] |
| 2015 | Тейлор Свіфт                               | Your Fave International Artist/Group          | Номінація | [ 200 ] |
| 2016 | «Bad Blood»                                | International Artist of the Year              | Номінація | [ 200 ] |
| 2016 | «Bad Blood»                                | Most Buzzworthy International Artist or Group | Номінація | [ 200 ] |
| 2016 | Тейлор Свіфт                               | Fan Fave International Artist or Group        | Номінація | [ 200 ] |

## Music Business Association
Music Business Association є неприбутковою організацією, створеною 1958 року, яка просуває музичну комерцію. Тейлор Свіфт отримала одне звання.
| Рік  | Номіновано   | Нагорода           | Результат | Виноски |
| ---- | ------------ | ------------------ | --------- | ------- |
| 2010 | Тейлор Свіфт | Artist of the Year | Перемога  | [ 202 ] |

## Myx Music Awards
Myx Music Awards є щорічною церемонією нагородження у Філіппінах, яка вшановує як філіппінських виконавців, так і міжнародних. Тейлор Свіфт отримала три нагороди із 5 номінацій.
| Рік  | Номіновано                                | Нагорода                      | Результат | Виноски |
| ---- | ----------------------------------------- | ----------------------------- | --------- | ------- |
| 2010 | «Love Story»                              | Favourite International Video | Перемога  | [ 204 ] |
| 2013 | «We Are Never Ever Getting Back Together» | Favourite International Video | Номінація | [ 205 ] |
| 2015 | «Shake It Off»                            | Favourite International Video | Перемога  | [ 206 ] |
| 2016 | «Bad Blood»                               | Favourite International Video | Перемога  | [ 207 ] |
| 2018 | Look What You Made Me Do                  | Favourite International Video | Номінація |         |

## Nashville Songwriters Association International Award
Nashville Songwriters Association International Award презентується Nashville Songwriters Association International авторам пісень. Тейлор Свіфт отримала 9 нагороди.
| Рік  | Номіновано     | Нагорода                       | Результат | Виноски |
| ---- | -------------- | ------------------------------ | --------- | ------- |
| 2007 | Тейлор Свіфт   | Songwriter/Artist of the Year  | Перемога  | [ 209 ] |
| 2009 | Тейлор Свіфт   | Songwriter/Artist of the Year  | Перемога  | [ 209 ] |
| 2010 | Тейлор Свіфт   | Songwriter/Artist of the Year  | Перемога  | [ 209 ] |
| 2011 | Тейлор Свіфт   | Songwriter/Artist of the Year  | Перемога  | [ 209 ] |
| 2012 | Тейлор Свіфт   | Songwriter/Artist of the Year  | Перемога  | [ 209 ] |
| 2013 | Тейлор Свіфт   | Songwriter/Artist of the Year  | Перемога  | [ 209 ] |
| 2015 | Тейлор Свіфт   | Songwriter/Artist of the Year  | Перемога  | [ 209 ] |
| 2015 | «Shake It Off» | «Ten Songs I Wish I'd Written» | Перемога  | [ 209 ] |
| 2017 | «Better Man»   | «Ten Songs I Wish I'd Written» | Перемога  |         |

## Nashville Symphony Ball
Nashville Symphony Ball вшановує людей, які «які служать прикладом гармонійного дух музичної спільноти в Нашвіллі». Тейлор Свіфт отримала одне звання.
| Рік  | Номіновано   | Нагорода      | Результат | Виноски |
| ---- | ------------ | ------------- | --------- | ------- |
| 2011 | Тейлор Свіфт | Harmony Award | Перемога  | [ 210 ] |

## Neox Fan Awards
Neox Fan Awards презентується щорічно із 2012 іспанською медіагрупою Atresmedia в асоціації з The Coca-Cola Company та Fanta. Тейлор Свіфт отримала одну номінацію.
| Рік  | Номіновано | Нагорода              | Результат | Виноски |
| ---- | ---------- | --------------------- | --------- | ------- |
| 2013 | «22»       | Best Song of the Year | Номінація | [ 212 ] |

## Nickelodeon Kids' Choice Awards
Nickelodeon Kids' Choice Awards є щорічною церемонією нагороджень, яку проводить канал Nickelodeon в декількох країнах світу.

### Meus Prêmios Nick
| Рік  | Номіновано   | Нагорода                       | Результат | Виноски |
| ---- | ------------ | ------------------------------ | --------- | ------- |
| 2015 | Тейлор Свіфт | Artista Internacional Favorito | Номінація | [ 214 ] |

### American Nickelodeon Kids' Choice Awards
| Рік  | Номіновано                                | Нагорода                            | Результат | Виноски |
| ---- | ----------------------------------------- | ----------------------------------- | --------- | ------- |
| 2010 | Тейлор Свіфт                              | Favorite Female Singer              | Перемога  | [ 215 ] |
| 2010 | «You Belong with Me»                      | Favorite Song                       | Перемога  | [ 215 ] |
| 2011 | Тейлор Свіфт                              | Favorite Female Singer              | Номінація | [ 216 ] |
| 2011 | «Mine»                                    | Favorite Song                       | Номінація | [ 216 ] |
| 2012 | Тейлор Свіфт                              | Favorite Female Singer              | Номінація | [ 217 ] |
| 2012 | «Sparks Fly»                              | Favorite Song                       | Номінація | [ 217 ] |
| 2012 | Тейлор Свіфт                              | The Big Help Award                  | Перемога  | [ 218 ] |
| 2013 | Тейлор Свіфт                              | Favorite Female Singer              | Номінація | [ 219 ] |
| 2013 | «We Are Never Ever Getting Back Together» | Favorite Song                       | Номінація | [ 219 ] |
| 2013 | Лоракс                                    | Favorite Voice in an Animated Movie | Номінація | [ 219 ] |
| 2014 | Тейлор Свіфт                              | Favorite Female Singer              | Номінація | [ 220 ] |
| 2014 | «I Knew You Were Trouble»                 | Favorite Song                       | Номінація | [ 220 ] |
| 2015 | Тейлор Свіфт                              | Favorite Female Singer              | Номінація | [ 221 ] |
| 2015 | «Shake It Off»                            | Favorite Song                       | Номінація | [ 221 ] |
| 2016 | Тейлор Свіфт                              | Favorite Female Singer              | Номінація | [ 222 ] |
| 2016 | «Bad Blood»                               | Favorite Song                       | Номінація | [ 222 ] |
| 2016 | «Bad Blood»                               | Favorite Collaboration              | Номінація | [ 222 ] |
| 2018 | Тейлор Свіфт                              | Favourite Female Singer             | Номінація |         |
| 2018 | Тейлор Свіфт                              | Favourite Global Music Star         | Номінація |         |
| 2018 | «Look What You Made Me Do»                | Favourite Song                      | Номінація |         |

### Nickelodeon Australian Kids' Choice Awards
| Рік  | Номіновано                             | Нагорода                         | Результат | Виноски |
| ---- | -------------------------------------- | -------------------------------- | --------- | ------- |
| 2009 | Тейлор Свіфт                           | Fave International Singer        | Номінація | [ 223 ] |
| 2009 | «Love Story»                           | Fave Song                        | Номінація | [ 223 ] |
| 2010 | Valentine's Day (із Тейлором Лотнером) | Fave Kiss                        | Номінація | [ 224 ] |
| 2010 | Тейлор Свіфт                           | Hottest Hottie                   | Номінація | [ 224 ] |
| 2013 | Тейлор Свіфт                           | Aussie's Fave Music Act          | Номінація | [ 225 ] |
| 2013 | «I Knew You Were Trouble»              | Aussie's Fave Song               | Номінація | [ 225 ] |
| 2015 | Тейлор Свіфт                           | Aussie/Kiwi's Favourite Fan Army | Номінація | [ 226 ] |
| 2015 | Meredith Grey                          | Aussie/Kiwi's Favourite Animal   | Номінація | [ 226 ] |
| 2015 | Olivia Benson                          | Aussie/Kiwi's Favourite Animal   | Номінація | [ 226 ] |

### Nickelodeon Argentina Kids' Choice Awards
| Рік  | Номіновано                                | Нагорода                    | Результат | Виноски |
| ---- | ----------------------------------------- | --------------------------- | --------- | ------- |
| 2013 | «We Are Never Ever Getting Back Together» | Favorite International Song | Номінація | [ 227 ] |

### Nickelodeon Colombia Kids' Choice Awards
| Рік  | Номіновано   | Нагорода                               | Результат | Виноски |
| ---- | ------------ | -------------------------------------- | --------- | ------- |
| 2015 | Тейлор Свіфт | Artista o grupo internacional favorito | Номінація | [ 228 ] |

### Nickelodeon Mexico Kids' Choice Awards
| Рік  | Номіновано   | Нагорода                               | Результат | Виноски |
| ---- | ------------ | -------------------------------------- | --------- | ------- |
| 2015 | Тейлор Свіфт | Artista o grupo internacional favorito | Номінація | [ 229 ] |

### Nickelodeon UK Kids' Choice Awards
| Рік  | Номіновано    | Нагорода                | Результат | Виноски |
| ---- | ------------- | ----------------------- | --------- | ------- |
| 2015 | Тейлор Свіфт  | UK Favorite Fan Army    | Номінація | [ 230 ] |
| 2016 | Swifties      | UK Favourite Fan Family | Номінація | [ 231 ] |
| 2016 | Meredith Grey | UK Favourite Famous Cat | Номінація | [ 231 ] |
| 2016 | Olivia Benson | UK Favourite Famous Cat | Номінація | [ 231 ] |

## NME Awards
NME Awards була створена журналом NME в 1953. Тейлор Свіфт отримала одну нагороду і 5 номінації.
| Рік  | Номіновано                 | Нагорода                       | Результат | Виноски |
| ---- | -------------------------- | ------------------------------ | --------- | ------- |
| 2015 | Тейлор Свіфт               | Hero of the Year               | Номінація | [ 233 ] |
| 2015 | Тейлор Свіфт               | Villain of the Year            | Номінація | [ 233 ] |
| 2016 | Тейлор Свіфт               | Hero of the Year               | Номінація | [ 234 ] |
| 2016 | Тейлор Свіфт               | Best International Solo Artist | Перемога  | [ 234 ] |
| 2018 | Тейлор Свіфт               | Best International Solo Artist | Номінація | [ 235 ] |
| 2018 | «Look What You Made Me Do» | Best Music Video               | Номінація | [ 235 ] |

## NRJ Music Awards
NRJ Music Awards була започаткована в 2000 французькою радіостанцією NRJ, аби вшановувати як французьких, так і міжнародних виконавців. Тейлор Свіфт отримала дві нагороди із 4 номінацій.
| Рік  | Номіновано                         | Нагорода                                | Результат | Виноски |
| ---- | ---------------------------------- | --------------------------------------- | --------- | ------- |
| 2015 | Тейлор Свіфт                       | International Female Artist of the Year | Перемога  | [ 237 ] |
| 2015 | «Bad Blood» (із Кендріком Ламаром) | Video of the Year                       | Перемога  | [ 237 ] |
| 2017 | Тейлор Свіфт                       | International Female Artist of the Year | Номінація | [ 238 ] |
| 2017 | «Look What You Made Me Do»         | Video of the Year                       | Номінація | [ 238 ] |

## O Music Awards
O Music Awards щорічно презентується Viacom. Тейлор Свіфт отримала дві номінації.
| Рік  | Номіновано   | Нагорода                  | Результат | Виноски |
| ---- | ------------ | ------------------------- | --------- | ------- |
| 2012 | Тейлор Свіфт | Fan Army FTW              | Номінація | [ 240 ] |
| 2012 | Тейлор Свіфт | Most Extreme Fan Outreach | Номінація | [ 240 ] |

## People's Choice Awards
People's Choice Awards щорічно презентується Procter & Gamble. Тейлор Свіфт отримала 10 нагород із 21 номінації.
| Рік  | Номіновано                                | Нагорода                        | Результат | Виноски |
| ---- | ----------------------------------------- | ------------------------------- | --------- | ------- |
| 2009 | «Love Story»                              | Favorite Country Song           | Номінація | [ 242 ] |
| 2009 | Тейлор Свіфт                              | Favorite Star Under 35          | Номінація | [ 242 ] |
| 2010 | Тейлор Свіфт                              | Favorite Female Artist          | Перемога  | [ 243 ] |
| 2010 | Тейлор Свіфт                              | Favorite Country Artist         | Номінація | [ 243 ] |
| 2010 | Тейлор Свіфт                              | Favorite Pop Artist             | Номінація | [ 243 ] |
| 2011 | Тейлор Свіфт                              | Favorite Female Artist          | Номінація | [ 244 ] |
| 2011 | Тейлор Свіфт                              | Favorite Country Artist         | Перемога  | [ 244 ] |
| 2012 | Тейлор Свіфт                              | Favorite Female Artist          | Номінація | [ 245 ] |
| 2012 | Тейлор Свіфт                              | Favorite Country Artist         | Перемога  | [ 245 ] |
| 2012 | Тейлор Свіфт                              | Favorite Tour Headliner         | Номінація | [ 245 ] |
| 2013 | «We Are Never Ever Getting Back Together» | Favorite Song                   | Номінація | [ 246 ] |
| 2013 | Тейлор Свіфт                              | Favorite Female Artist          | Номінація | [ 246 ] |
| 2013 | Тейлор Свіфт                              | Favorite Country Artist         | Перемога  | [ 246 ] |
| 2014 | Тейлор Свіфт                              | Favorite Country Artist         | Перемога  | [ 247 ] |
| 2015 | «Shake It Off»                            | Favorite Song                   | Перемога  | [ 248 ] |
| 2015 | Тейлор Свіфт                              | Favorite Female Artist          | Перемога  | [ 248 ] |
| 2015 | Тейлор Свіфт                              | Favorite Pop Artist             | Перемога  | [ 248 ] |
| 2016 | «Bad Blood» (із Кендріком Ламаром)        | Favorite Song                   | Номінація | [ 249 ] |
| 2016 | Тейлор Свіфт                              | Favorite Female Artist          | Перемога  | [ 249 ] |
| 2016 | Тейлор Свіфт                              | Favorite Pop Artist             | Перемога  | [ 249 ] |
| 2016 | Тейлор Свіфт                              | Favorite Social Media Celebrity | Номінація | [ 249 ] |

## Q Awards
Q Awards є щорічною церемонією нагороджень британського музичного журналу Q. Тейлор Свіфт отримала одну номінацію.
| Рік  | Номіновано   | Нагорода         | Результат | Виноски |
| ---- | ------------ | ---------------- | --------- | ------- |
| 2015 | Тейлор Свіфт | Best Solo Artist | Номінація | [ 251 ] |

## Los Premios 40 Principales
Los Premios 40 Principales була створена в 2006 іспанським радіо Los 40 Principales. Тейлор Свіфт отримала одну нагороду.
| Рік  | Номіновано     | Нагорода                  | Результат | Виноски |
| ---- | -------------- | ------------------------- | --------- | ------- |
| 2012 | Тейлор Свіфт   | Best International Artist | Перемога  | [ 253 ] |
| 2015 | Тейлор Свіфт   | Best International Artist | Номінація | [ 254 ] |
| 2015 | «Shake It Off» | Best International Video  | Номінація | [ 254 ] |
| 2015 | 1989           | Best International Album  | Номінація | [ 254 ] |

## Premios Juventud
Premios Juventud є нагородою для іспаномовних знаменитостей в індустрії кіно, музики, спорту, моди та поп-культури, яку презентує Univision. Тейлор Свіфт отримала дві номінації.
| Рік  | Номіновано    | Нагорода          | Результат | Виноски |
| ---- | ------------- | ----------------- | --------- | ------- |
| 2015 | «Blank Space» | Favorite Hit      | Номінація | [ 256 ] |
| 2015 | Тейлор Свіфт  | Favorite Hitmaker | Номінація | [ 256 ] |

## Radio Disney Music Awards
Створена в 2002, Radio Disney Music Awards є щорічною нагородою, яку проводить і якою керує Radio Disney. Тейлор Свіфт отримала 8 нагород із 20 номінацій.
| Рік  | Номіновано                                 | Нагорода                   | Результат    | Виноски         |
| ---- | ------------------------------------------ | -------------------------- | ------------ | --------------- |
| 2013 | «I Knew You Were Trouble»                  | Song of the Year           | Перемога     | [ 258 ] [ 259 ] |
| 2013 | «We Are Never Ever Getting Back Together»  | Best Break Up Song         | Перемога     | [ 258 ] [ 259 ] |
| 2013 | Тейлор Свіфт                               | Best Female Artist         | Номінація    | [ 258 ] [ 259 ] |
| 2014 | «Everything Has Changed» (із Едом Шираном) | Best Musical Collaboration | Перемога     | [ 260 ]         |
| 2014 | Тейлор Свіфт                               | Fiercest Fans              | Перемога     | [ 260 ]         |
| 2014 | Тейлор Свіфт                               | Best Female Artist         | Номінація    | [ 260 ]         |
| 2015 | «Shake It Off»                             | Song of the Year           | Номінація    | [ 261 ]         |
| 2015 | «Shake It Off»                             | Best Song to Dance To      | Перемога     | [ 261 ]         |
| 2015 | Тейлор Свіфт                               | Best Female Artist         | Номінація    | [ 261 ]         |
| 2015 | Тейлор Свіфт                               | Most Talked About Artist   | Номінація    | [ 261 ]         |
| 2016 | «Bad Blood» (із Кендріком Ламаром)         | Song of the Year           | Перемога     | [ 262 ]         |
| 2016 | «Bad Blood» (із Кендріком Ламаром)         | Best Breakup Song          | Перемога     | [ 262 ]         |
| 2016 | Тейлор Свіфт                               | Best Female Artist         | Номінація    | [ 262 ]         |
| 2016 | Тейлор Свіфт                               | Most Talked About Artist   | Перемога     | [ 262 ]         |
| 2016 | Тейлор Свіфт                               | Artist With The Best Style | Номінація    | [ 262 ]         |
| 2016 | Тейлор Свіфт                               | Fiercest Fans              | Номінація    | [ 262 ]         |
| 2017 | «I Don't Wanna Live Forever» (із Зейном)   | Best Collaboration         | Номінація    | [ 263 ]         |
| 2018 | Тейлор Свіфт                               | Best Artist                | В очікуванні |                 |
| 2018 | Look What You Made Me Do                   | Song of the Year           | В очікуванні |                 |
| 2018 | Look What You Made Me Do                   | Best Song To Lip-Sync To   | В очікуванні |                 |

## Ripple of Hope Gala
Ripple of Hope Gala вшановує людей бізнесу, музики та громадської діяльності. Тейлор Свіфт отримала одну нагороду.
| Рік  | Номіновано   | Нагорода             | Результат | Виноски |
| ---- | ------------ | -------------------- | --------- | ------- |
| 2012 | Тейлор Свіфт | Ripple of Hope Award | Перемога  | [ 264 ] |

## Rockbjörnen
Rockbjörnen є музичною нагородою Швеції, має декілька категорій та щорічно проводиться газетою Aftonbladet. Нагорода започаткована у 1979 і в цілому сфокусована на поп та рок музику.
| Рік  | Номіновано     | Нагорода                                      | Результат | Виноски |
| ---- | -------------- | --------------------------------------------- | --------- | ------- |
| 2015 | «Shake It Off» | Årets utländska låt (The year's foreign tune) | Номінація | [ 265 ] |

## Satellite Awards
| Рік  | Номіновано                   | Нагорода                               | Результат | Виноски |
| ---- | ---------------------------- | -------------------------------------- | --------- | ------- |
| 2018 | «I Don't Wanna Live Forever» | Satellite Award for Best Original Song | Номінація |         |

## SESAC Nashville Music Awards
SESAC Nashville Music Awards презентована SESAC в США. Тейлор Свіфт отримала чотири нагороди.
| Рік  | Номіновано               | Нагорода                                      | Результат | Виноски |
| ---- | ------------------------ | --------------------------------------------- | --------- | ------- |
| 2008 | «Teardrops On My Guitar» | Recurrent Country Performance Activity Awards | Перемога  | [ 267 ] |
| 2008 | «Picture to Burn»        | Country Performance Activity Awards           | Перемога  | [ 267 ] |
| 2009 | «You Belong With Me»     | Country Performance Activity Awards           | Перемога  | [ 268 ] |
| 2009 | «White Horse»            | Country Performance Activity Awards           | Перемога  | [ 268 ] |

## Shorty Awards
Shorty Award є щорічною подією, щоби вшановувати людей із сайтів соціальних мереж. Тейлор Свіфт отримала одну нагороду з двох номінацій.
| Рік  | Номіновано   | Нагорода    | Результат | Виноски |
| ---- | ------------ | ----------- | --------- | ------- |
| 2015 | Тейлор Свіфт | Best Singer | Перемога  | [ 269 ] |
| 2016 | Тейлор Свіфт | Singer      | Номінація | [ 270 ] |

## SiriusXM Indies Awards
SiriusXM Indies Awards є церемонією нагороджень, яка визнає канадських та зарубіжних виконавців у незалежному секторі музики. Тейлор Свіфт отримала одну нагороду із чотирьох номінацій.
| Рік  | Номіновано                                | Нагорода                         | Результат | Виноски |
| ---- | ----------------------------------------- | -------------------------------- | --------- | ------- |
| 2013 | «We Are Never Ever Getting Back Together» | International Video of the Year  | Номінація | [ 272 ] |
| 2013 | «We Are Never Ever Getting Back Together» | International Single of the Year | Номінація | [ 272 ] |
| 2013 | Тейлор Свіфт                              | International Artist of the Year | Перемога  | [ 272 ] |
| 2013 | Red                                       | International Album of the Year  | Номінація | [ 272 ] |

## Songwriters Hall of Fame
Songwriters Hall of Fame була створена в 1969, аби вшановувати «тих, чия робота представляє спектрум найбільш улюблених пісень із всесвітнього пісенника поп-музики». Тейлор Свіфт отримала одне звання.
| Рік  | Номіновано   | Нагорода                  | Результат | Виноски |
| ---- | ------------ | ------------------------- | --------- | ------- |
| 2010 | Тейлор Свіфт | Hal David Starlight Award | Перемога  | [ 274 ] |

## Teen Choice Awards
Teen Choice Awards щорічно презентована компанією Fox Broadcasting Company. Тейлор Свіфт отримала 25 нагород із 52 номінацій.
| Рік  | Номіновано                                | Нагорода                         | Результат | Виноски         |
| ---- | ----------------------------------------- | -------------------------------- | --------- | --------------- |
| 2008 | Тейлор Свіфт                              | Choice Breakout Artist           | Перемога  | [ 276 ]         |
| 2009 | Тейлор Свіфт                              | Choice Female Artist             | Перемога  | [ 277 ] [ 278 ] |
| 2009 | «Love Story»                              | Choice Love Song                 | Номінація | [ 277 ] [ 278 ] |
| 2009 | Fearless                                  | Choice Female Album              | Перемога  | [ 277 ] [ 278 ] |
| 2009 | Fearless Tour                             | Choice Music Tour                | Номінація | [ 277 ] [ 278 ] |
| 2010 | Тейлор Свіфт (із Тейлором Лотнером)       | Choice Chemistry                 | Номінація | [ 279 ]         |
| 2010 | Тейлор Свіфт (із Тейлором Лотнером)       | Choice Liplock                   | Номінація | [ 279 ]         |
| 2010 | Тейлор Свіфт                              | Choice Breakout Female           | Перемога  | [ 279 ]         |
| 2010 | Тейлор Свіфт                              | Choice Female Artist             | Номінація | [ 279 ]         |
| 2010 | Тейлор Свіфт                              | Choice Female Country Artist     | Перемога  | [ 279 ]         |
| 2010 | «Fifteen»                                 | Choice Country Song              | Перемога  | [ 279 ]         |
| 2010 | Fearless                                  | Choice Country Album             | Перемога  | [ 279 ]         |
| 2011 | Тейлор Свіфт                              | Red Carpet Hot Icon – Female     | Перемога  | [ 280 ]         |
| 2011 | Тейлор Свіфт                              | Choice Female Artist             | Перемога  | [ 280 ]         |
| 2011 | Тейлор Свіфт                              | Choice Female Country Artist     | Перемога  | [ 280 ]         |
| 2011 | Тейлор Свіфт                              | Ultimate Choice                  | Перемога  | [ 280 ]         |
| 2011 | «Mean»                                    | Choice Country Song              | Перемога  | [ 280 ]         |
| 2011 | «Back to December»                        | Choice Break-Up Song             | Перемога  | [ 280 ]         |
| 2011 | «Mine»                                    | Choice Love Song                 | Номінація | [ 280 ]         |
| 2012 | Тейлор Свіфт                              | Choice Female Artist             | Перемога  | [ 281 ]         |
| 2012 | Тейлор Свіфт                              | Choice Female Country Artist     | Перемога  | [ 281 ]         |
| 2012 | The Lorax                                 | Choice Voice                     | Перемога  | [ 281 ]         |
| 2012 | «Eyes Open»                               | Choice Single by a Female Artist | Перемога  | [ 281 ]         |
| 2012 | «Sparks Fly»                              | Choice Country Song              | Перемога  | [ 281 ]         |
| 2013 | Тейлор Свіфт                              | Choice Female Artist             | Номінація | [ 282 ]         |
| 2013 | Тейлор Свіфт                              | Choice Female Country Artist     | Перемога  | [ 282 ]         |
| 2013 | Тейлор Свіфт                              | Choice Smile                     | Номінація | [ 282 ]         |
| 2013 | «I Knew You Were Trouble»                 | Choice Single by a Female Artist | Номінація | [ 282 ]         |
| 2013 | «We Are Never Ever Getting Back Together» | Choice Country Song              | Перемога  | [ 282 ]         |
| 2013 | «We Are Never Ever Getting Back Together» | Choice Break-Up Song             | Номінація | [ 282 ]         |
| 2013 | «Red Tour»                                | Choice Summer Tour               | Номінація | [ 282 ]         |
| 2014 | Тейлор Свіфт                              | Choice Female Artist             | Номінація | [ 283 ]         |
| 2014 | Тейлор Свіфт                              | Choice Female Country Artist     | Перемога  | [ 283 ]         |
| 2014 | Тейлор Свіфт                              | Choice Smile                     | Номінація | [ 283 ]         |
| 2014 | Тейлор Свіфт                              | Choice Social Media Queen        | Номінація | [ 283 ]         |
| 2014 | Тейлор Свіфт                              | Choice Instagrammer              | Номінація | [ 283 ]         |
| 2014 | Тейлор Свіфт                              | Choice Fanatic Fans              | Номінація | [ 283 ]         |
| 2015 | Тейлор Свіфт                              | Choice Female Artist             | Номінація | [ 284 ]         |
| 2015 | Тейлор Свіфт                              | Choice Female Hottie             | Номінація | [ 284 ]         |
| 2015 | Тейлор Свіфт                              | Choice Summer Music Star: Female | Перемога  | [ 284 ]         |
| 2015 | Тейлор Свіфт                              | Choice Social Media Queen        | Номінація | [ 284 ]         |
| 2015 | Тейлор Свіфт                              | Choice Twit                      | Перемога  | [ 284 ]         |
| 2015 | «Shake It Off»                            | Choice Single by a Female Artist | Номінація | [ 284 ]         |
| 2015 | «Bad Blood» (із Кендріком Ламаром)        | Choice Break-Up Song             | Перемога  | [ 284 ]         |
| 2015 | «Bad Blood» (із Кендріком Ламаром)        | Choice Music Collaboration       | Перемога  | [ 284 ]         |
| 2015 | «Bad Blood» (із Кендріком Ламаром)        | Choice Summer Song               | Номінація | [ 284 ]         |
| 2015 | «Blank Space»                             | Choice Party Song                | Номінація | [ 284 ]         |
| 2015 | «1989 World Tour»                         | Choice Summer Tour               | Номінація | [ 284 ]         |
| 2016 | Тейлор Свіфт                              | Choice Female Artist             | Номінація | [ 285 ]         |
| 2016 | «New Romantics»                           | Choice Song by a Female Artist   | Номінація | [ 285 ]         |
| 2017 | «I Don't Wanna Live Forever» (із Зейном)  | Choice Music Collaboration       | Номінація | [ 286 ]         |
| 2017 | Тейлор Свіфт                              | Choice Instagramer               | Номінація | [ 286 ]         |

## Telehit Awards
Telehit Awards є щорічною церемонією нагороджень.
| Рік  | Номіновано                       | Нагорода           | Результат | Виноски |
| ---- | -------------------------------- | ------------------ | --------- | ------- |
| 2013 | Red                              | Álbum Pop Femenino | Перемога  | [ 287 ] |
| 2015 | Тейлор Свіфт                     | Best Female Artist | Перемога  | [ 288 ] |
| 2015 | Bad Blood (із Кендріком Ламаром) | Video of the Year  | Перемога  | [ 288 ] |

## The V Chart Awards
| Рік  | Номіновано    | Нагорода                    | Результат |
| ---- | ------------- | --------------------------- | --------- |
| 2014 | «22»          | Best Music Video            | Перемога  |
| 2015 | Тейлор Свіфт  | Top Female                  | Номінація |
| 2015 | Тейлор Свіфт  | Favorite Artist of the Year | Номінація |
| 2015 | «Blank Space» | Best Music Video            | Перемога  |
| 2016 | Тейлор Свіфт  | Top Female                  | Номінація |
| 2017 | Тейлор Свіфт  | Top Female                  | Номінація |
| 2017 | Тейлор Свіфт  | Favorite Artist of the Year | Номінація |

## UK Music Video Awards
UK Music Video Awards є щорічною церемонією нагороджень, яку заснували у 2008 для визнання творчості, технічних досягнень та інновацій у музичних відео.
| Рік  | Номіновано  | Нагорода                       | Результат |
| ---- | ----------- | ------------------------------ | --------- |
| 2015 | «Bad Blood» | Best Pop Video — International | Номінація |
| 2015 | «Bad Blood» | Best Styling                   | Номінація |

## World Music Awards
World Music Award є інтернаціональною церемонією нагороджень, засноване у 1989, яка щорічно визнає виконавців, базуючись на їх світових продажах, отримуючи дані від IFPI. Тейлор Свіфт отримала 8 номінацій.
| Рік  | Номіновано                                | Нагорода                             | Результат | Виноски |
| ---- | ----------------------------------------- | ------------------------------------ | --------- | ------- |
| 2010 | Тейлор Свіфт                              | World's Best Pop/Rock Artist         | Номінація | [ 291 ] |
| 2010 | Fearless                                  | World's Best Album                   | Номінація | [ 291 ] |
| 2014 | Red                                       | World's Best Album                   | Номінація | [ 292 ] |
| 2014 | «We Are Never Ever Getting Back Together» | World's Best Song                    | Номінація | [ 292 ] |
| 2014 | «We Are Never Ever Getting Back Together» | World's Best Video                   | Номінація | [ 292 ] |
| 2014 | Тейлор Свіфт                              | World's Best Female Artist           | Номінація | [ 292 ] |
| 2014 | Тейлор Свіфт                              | World's Best Live Act                | Номінація | [ 292 ] |
| 2014 | Тейлор Свіфт                              | World's Best Entertainer of the Year | Номінація | [ 292 ] |

## Young Hollywood Awards
Започаткована в 1999, Young Hollywood Awards проводиться щорічно в США. Тейлор Свіфт отримала одну нагороду.
| Рік  | Номіновано   | Нагорода              | Результат | Виноски |
| ---- | ------------ | --------------------- | --------- | ------- |
| 2008 | Тейлор Свіфт | Superstar of Tomorrow | Перемога  | [ 294 ] |

## YouTube Music Awards
YouTube Music Awards є церемоніє нагороджень, яке спонсорує YouTube. Тейлор Свіфт отримала дві нагороди із 4 номінацій.
| Рік  | Номіновано                | Нагорода             | Результат | Виноски |
| ---- | ------------------------- | -------------------- | --------- | ------- |
| 2013 | Тейлор Свіфт              | Artist of the Year   | Номінація | [ 296 ] |
| 2013 | «I Knew You Were Trouble» | Response of the Year | Номінація | [ 296 ] |
| 2013 | «I Knew You Were Trouble» | YouTube Phenomenon   | Перемога  | [ 297 ] |
| 2015 | Тейлор Свіфт              | 50 artists to watch  | Перемога  | [ 298 ] |